# Perdita swezeyi
Perdita swezeyi är en biart som beskrevs av Timberlake 1958. Perdita swezeyi ingår i släktet Perdita och familjen grävbin. Inga underarter finns listade i Catalogue of Life.